# Werner König (Musikwissenschaftler)
Werner König (* 16. Juli 1931 in Darmstadt; † 4. Oktober 2018 in Lindau (Bodensee)) war ein deutscher Musikwissenschaftler, Musikpädagoge und Komponist.

## Biografie
Werner König wurde 1973 bei Reinhold Hammerstein an der Universität Heidelberg promoviert. Seine Dissertation Tonalitätsstrukturen in Alban Bergs Oper „Wozzeck“ brachte den Nachweis, dass diese Oper auf tonalen Strukturen beruht und kein atonales Kunstwerk ist, wie oft behauptet. Schwerpunkt seiner musikwissenschaftlichen Forschungen blieb das Werk Alban Bergs.
Daneben galt seine Arbeit der Erforschung und Sammlung selbstspielender Klaviere mit den damit verbundenen Fragen der Aufnahmetechnik und historischen Aufführungspraxis.

Ein Beitrag zu dieser Thematik war ein im Jahre 1977 im Musikinstrumenten-Museum Berlin gehaltener Vortrag, der dann zu dem Aufsatz Über frühe Tonaufnahmen der Firma Welte und die Werke für das Welte-Mignon-Reproduktionsklavier führte. (Siehe auch Welte-Mignon). Anlässlich der Wiedereröffnung des Technischen Museums Wien 1999 hielt König einen Vortrag über die Erfindung von Welte, bei dem er die 1926 entstandene Toccata für mechanisches Klavier Welte-Mignon Op. 40, 1 von Paul Hindemith vorführte. Der Komponist hatte sie zusammen mit dem Rondo aus Klaviermusik Op. 37, Originalkomposition für Welte-Mignon für das Kammermusikfest in Donaueschingen am 25. Juli 1926 komponiert. Die Toccata, von der kein Manuskript existiert, wurde außerdem von König aus der Papierrolle in Notenschrift übertragen.

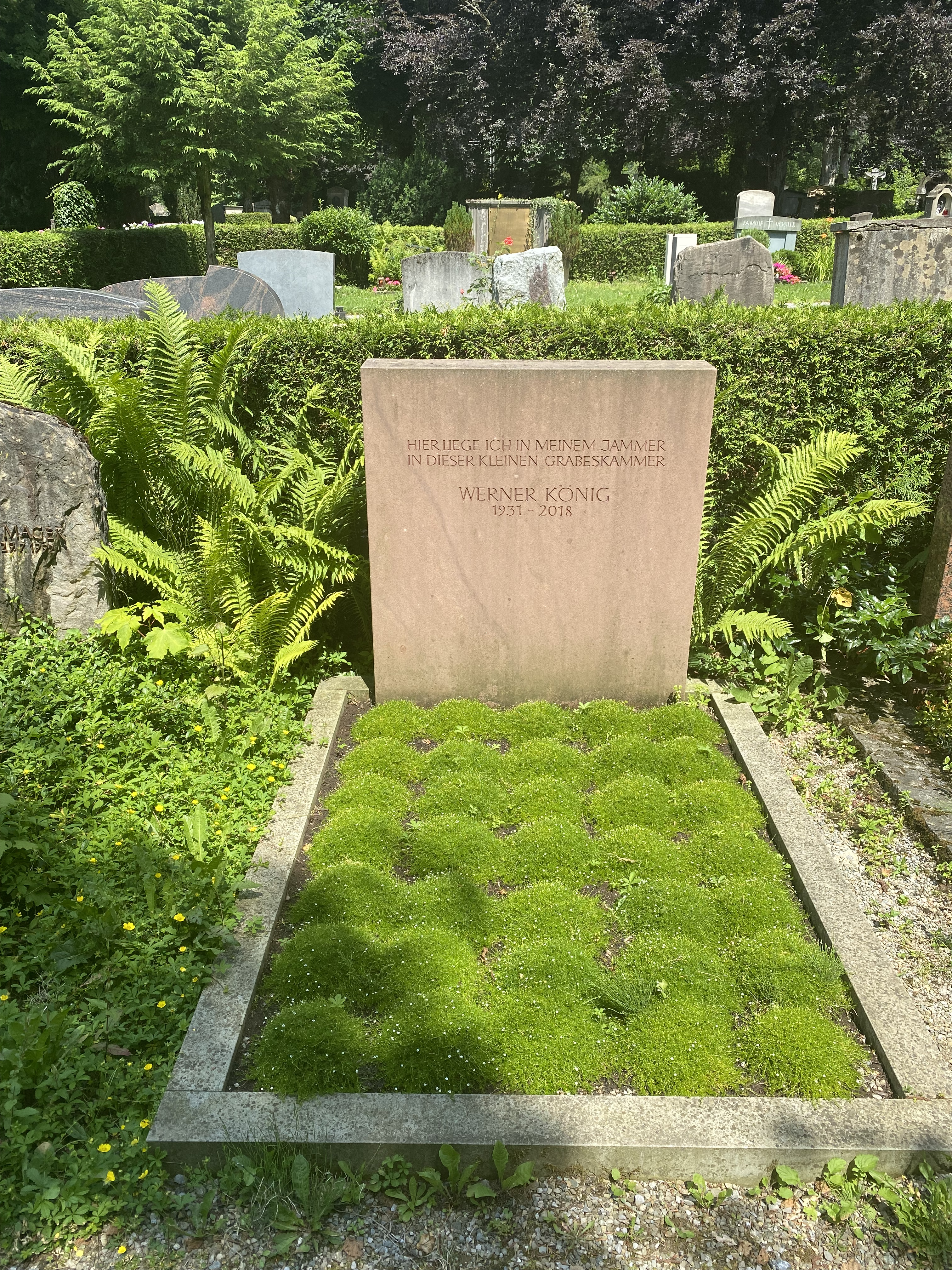
Grab von Werner König auf dem Hauptfriedhof in Lindau (Bodensee)

Königs langjährige pädagogische Tätigkeit im gymnasialen Bereich führte ihn zu einer Kritik des Musikunterrichts, dem er Dilettantismus vorwarf. Er forderte von den Verantwortlichen, zu einem Fach Musik mit gymnasialem Anspruch zurückzukehren (mit Lehrern, die dieses Niveau garantieren können), oder aber dieses Fach zu streichen.
Werner Königs Grab befindet sich auf dem Hauptfriedhof Lindau (Aeschacher Friedhof), Abteilung F.

## Veröffentlichungen
- Tonalitätsstrukturen in Alban Bergs Oper „Wozzeck“. Hans Schneider, Tutzing 1974.
- Der erste Satz der Lyrischen Suite von Alban Berg und seine fast belanglose Stimmung. Ein Deutungsversuch. Hans Schneider, Tutzing 1999 (Elmar Worgull gewidmet).
- Alban Bergs Zwölftonreihen und ihre harmonische Grundbedeutung. In: Österreichische Musikzeitung. 6 (2000).
- Lulu und der Todeston ihrer Opfer. Reinhold Hammerstein zum 85. Geburtstag. In: Archiv für Musikwissenschaft. 58/1 (2001).
- Alban Bergs Unsterbliche Geliebte. In: Werner König: Rückblick. Nemeter Verlag, Speyer 2004.
- Rückblick. Autobiographie. Nemeter Verlag, Speyer 2004.
- Studien zu Alban Bergs Oper „Lulu“. Hans Schneider, Tutzing 2008.
- Fallobst. Verlag der Bücherwurm, Lindau [2018].

## Kompositionen
- Capriccio für Flöte, Klarinette und Fagott (1950)
- Drei Klavierstücke (1953)
- Vier Klavierstücke (1966). Das letzte ein „Requiem“ für Adrian Leverkühn (den „tragischen Helden“ aus „Doktor Faustus“ von Thomas Mann). Es verwendet an zentraler Stelle das Hetaera esmeralda-Motiv h – e – a – e – es. (Von Maria Bergmann 1968 beim Südwestfunk Baden-Baden aufgenommen.)
- Zehn Lieder nach Texten von Artur Schütt (1987). (Aufnahme mit Kerstin Hering (Sopran) und dem Komponisten am Klavier.)
- Zwei Chöre nach Texten von Artur Schütt, komponiert für den Motettenchor Speyer.
- Zwei Klavierstücke (1992). Capella-Verlag, Speyer
- „Gebed om vrede“ nach einem Text von Gysbert Japicx (17. Jahrh.) für Bariton (in holländischer Sprache) und Harfe, komponiert zum 75-jährigen Bestehen der „Vredeskerk“ in Bergen aan Zee, NH (1993)
- Klavier-Variationen über die niederländische Nationalhymne. Capella-Verlag, Speyer. (Königin Beatrix 1994 zum Geburtstag übersandt, worauf sie sich für die „originellen Variationen über unseres [sic!] Volkslied“ schriftlich bedankte.)
- Nachtstücke für Violine und Viola (1998). Musikverlag Martin Krämer, Leipzig.
- Stilkopien nach Reger, Hindemith, Strawinsky, Milhaud u. a. für Klavier (unveröffentlicht).